# Elisabeth von Ehrenberg
Elisabeth von Ehrenberg lebte in der zweiten Hälfte des 14. Jahrhunderts als Chorfrau im Kloster Maria Engelport bei Treis-Karden.

## Familiäres Umfeld
Ihre Familie stammte von der Ehrenburg bei Brodenbach an der Mosel und unterhielt sehr enge Beziehungen zum Kloster Maria Engelport. Ihre Eltern können nicht mit Bestimmtheit ermittelt werden, da drei Familien infrage kommen.
Interessanterweise wird Elisabeth von Ehrenberg in zwei Urkunden von 1396 und 1405 Meisterin genannt obwohl sich diese Bezeichnung für die Oberin in Engelport erst Mitte des 15. Jahrhunderts durchsetzte.

## Wirken im Kloster Maria Engelport
Am 21. Juni 1366 wird Elisabeth von Ehrenberg erstmals zusammen mit ihrer Schwester Catharina, einer späteren Kellnerin des Klosters, als Chorfrau in Engelport erwähnt. Sie hatten gemeinsam mit der früheren Priorin Else von Daun mit einem Weinberg ein Anniversar gestiftet. Spätestens ab 1383 stand Elisabeth von Ehrenberg dem Konvent als Oberin vor. Wann ihre Regentschaft endete, ist nicht bekannt. Ihre Nachfolgerin Agnes von Schmidtburg tritt jedenfalls erstmals am 22. November 1426 als Priorin in Erscheinung.
Ihr besonderes Verdienst ist es, dass sie 1406 von dem Himmeroder Mönch Laurentius de Wede einen Nekrolog, das Engelporter Toten- und Memorienbuch, anlegen ließ, das bis zur Aufhebung des Klosters fortgeführt wurde. Es enthält etliche hundert Namen aus sechs Jahrhunderten und stellt somit eine wertvolle Quelle für die Genealogie und Regionalgeschichte dar.